# Ірландська хокейна ліга
Ірландська хокейна ліга (англ. Irish Ice Hockey League) — хокейні змагання в Ірландії, які проводились з 2007 по 2010 під егідою Федерації хокею Ірландії. Чемпіонат не розігрується через фінансові проблеми. 

## Клуби Ірландії
- «Дандолк Буллз»
- «Дублін Рамс»
- «Флаєрс»
- «Спартанс»

## Сезони ліги
- 2007—2008 — «Дандолк Буллз»
- 2008—2009 — «Дандолк Буллз»
- 2009—2010 — «Чарлзтаун Чифс»